# ماوت (لمهارة)
ماوت هي إحدى مشيخات المملكة المغربية، تتبع جغرافيا لإقليم تارودانت وإداريًا للمهارة. يقدر عدد سكانها بـ 10512 نسمة حسب الإحصاء الرسمي للسكان والسكنى لسنة 2004.